# Measha Brueggergosman
Measha Brueggergosman (Fredericton, 28 de junho de 1977) é uma cantora de ópera canadense.
O timbre é o de soprano; canta óperas e concertos populares. Apresentou-se internacionalmente e conquistou vários prêmios. 